# Josef Ehm
Josef Ehm (1. srpna 1909 Habartov – 8. listopadu 1989 Praha) byl významný český fotograf uměleckých památek, pedagog a redaktor.

## Život a dílo
V letech 1934–1946 učil na Státní grafické škole v Praze. Roku 1939 se zúčastnil výstavy Uměleckoprůmyslového muzea v Praze Století české fotografie. Mezi léty 1939 a 1941 redigoval s Jaromírem Funkem časopis Fotografický obzor. Kromě toho přispíval svými fotografiemi do novin a časopisů, například Pestrý týden. V roce 1943 se několika snímky autorsky podílel na vydání portfolia Moderní česká fotografie.
V letech 1939–1969 pracoval především jako dokumentátor památek, mj. pro pražská státní muzea a galerie ve spolupráci s historiky umění a kurátory sbírek zdokumentoval mnohé cenné artefakty. Jiří Mašín v monografii Josefa Ehma vyzdvihl jeho schopnost nafotit architekturu nebo sochu tak, aby umocnil jejich výtvarný účin . Problémy spolupráce s institucemi byly dva: Josef Ehm byl podnikatel, který si i v socialismu striktně hlídal reprodukční autorská práva. Institucím odevzdával jen zvětšeniny svých fotografií a ponechával si negativy. Své fotografie památkových měst, objektů a uměleckých sbírek v téže době publikoval ve více než 80 knihách (monografie Praha, Pražské interiéry, Československé hrady a zámky, Emanuel Poche – Sedm procházek Prahou), které vycházely opakované i v cizojazyčných verzích. Ilustroval také beletrii, například knihy Františka Kožíka. Jeho fotografie se šířily také v desítkách tisíc kusů formou pohlednic nakladatelství Orbis (později Panorama a Pressfoto) v Praze.
Josef Ehm zůstal do konce své dlouholeté praxe vyznavačem černobílé fotografie, i když fotografoval i barevně. Ve druhé polovině 60. let nároky na fotodokumentaci ve sbírkových institucích vzrostly tak, že zaměstnávaly vlastní fotografy, takže s Ehmem ukončily spolupráci. "Papírové" zvětšeniny jeho fotografií se dodnes dochovaly na evidenčních kartách předmětů Uměleckoprůmyslového muzea v Praze, Národní galerie v Praze, Národního muzea či ve fototéce Národního památkového ústavu.
Ve volné tvorbě byl Ehm představitelem proudu vycházejícího z nové věcnosti. Ve svém díle spojoval smysl pro puristické pojetí forem umělecké fotografie s perfekcionismem řemesla. Od třicátých do šedesátých let vytvářel komorní soubory aktů, portrétů, přírodních a městských krajin, často originálních námětů. Patřil k málu fotografů, v jejichž tvorbě mají prvky nové věcnosti kontinuitu v tvorbě po roce 1945.
Jeho žáky byli například Dagmar Hochová nebo fotograf skla Lumír Rott.